# Francisco de Melo e Castro, governador do Ceilão
Francisco de Melo e Castro (Colares, cerca de 1600 — Goa, 1664) foi um administrador colonial português. Durante duas oportunidades, foi membro do Conselho do Governo da Índia Portuguesa. Era pai de António de Melo e Castro, também administrador colonial português.